# Глинский, Владислав Витальевич
Владислав Витальевич Глинский (род. 29 мая 2000, Богатырская, Витебская область) — белорусский футболист, защитник.

## Биография
Футболом начал заниматься в местной ДЮСШ-1. В раннем возрасте уехал в минское «Динамо», где выступал за юношеские команды. В 14-летнем возрасте был принят в Академию АБФФ.
В 2017 году перешёл в «минское Торпедо», где сходу стал игроком основного состава. Дебютировал во взрослом футболе 15 июля 2017 года в матче первой лиги против микашевичского «Гранита» (2:1), проведя полный матч. В свой первый сезон сыграл 14 полных матчей и помог клубу выйти в высшую лигу, где дебютировал 1 апреля 2018 года, проведя полный матч 1-го тура против «Ислочи» (1:1).
В июле 2019 года в связи с финансовыми проблемами «Торпедо» покинул клуб. Защитником интересовался «Оренбург», однако стороны не смогли договориться об условиях перехода. В августе 2019 года перешёл в БАТЭ, где до конца сезона играл за дублирующий состав.
В феврале 2020 года перешёл в «Ислочь». Не смог закрепиться в составе клуба из-за травм. В 2021 году стал выступать за дублирующий состав клуба.
В июле 2021 года отправился в аренду в «Витебск». Закрепился в основной команде клуба. В декабре 2021 года витебский клуб выкупил контракт игрока. В январе 2022 года перед началом сезона также продлил контракт с клубом. В мае 2022 года получил травму и выбыл из распоряжения витебского клуба.
В декабре 2022 года тренировался с основной командой «Витебска».

### В сборной
С 2016 года стал привлекаться в юниорскую сборную (до 17) лет, а позже и в юношескую сборную (до 19) лет. В конце 2018 год стал основным защитником молодёжной сборной, дебютировав 14 ноября в товарищеском матче против сборной Хорватии (1:3).